# Entente Boulet Rouge
El Entente Boulet Rouge es un equipo de fútbol de las Islas Mauricio que juega en la Primera División de las islas Mauricio, la segunda liga de fútbol más importante del país.

## Historia
Fue fundado en la ciudad de Central Flacq y han pasado la mayor parte de su historia en las ligas regionales de Mauricio, hasta que en la temporada 2012/13 lograron el ascenso a la Liga Premier de las islas Mauricio por primera vez en su historia.
Estuvieron en la máxima categoría hasta la temporada 2011/12 tras quedar en la última posición, aunque solamente estuvieron 1 temporada en la División 1 debido a que obtuvieron el subcampeonato de la división en la temporada 2012/13 y así retornaron a la máxima categoría.

## Estadio
El club juega sus partidos de local en el Stade Auguste Vollaire en Central Flacq, el cual cuenta con capacidad para 4.000 espectadores.